# Compagnie maritime d'expertises

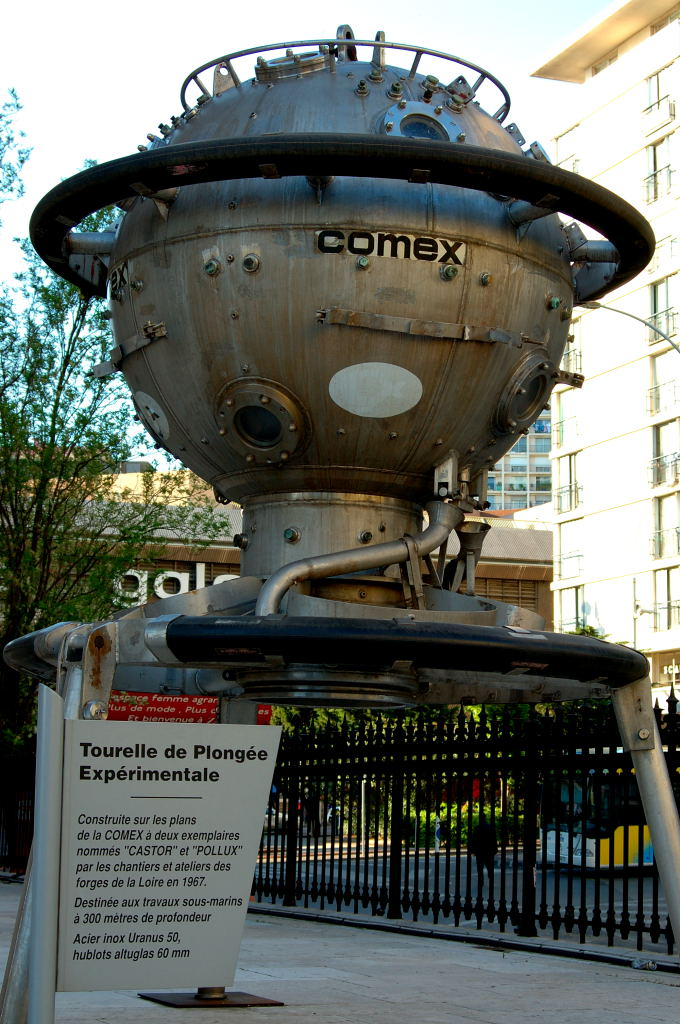
Capsule réalisée par la Comex.

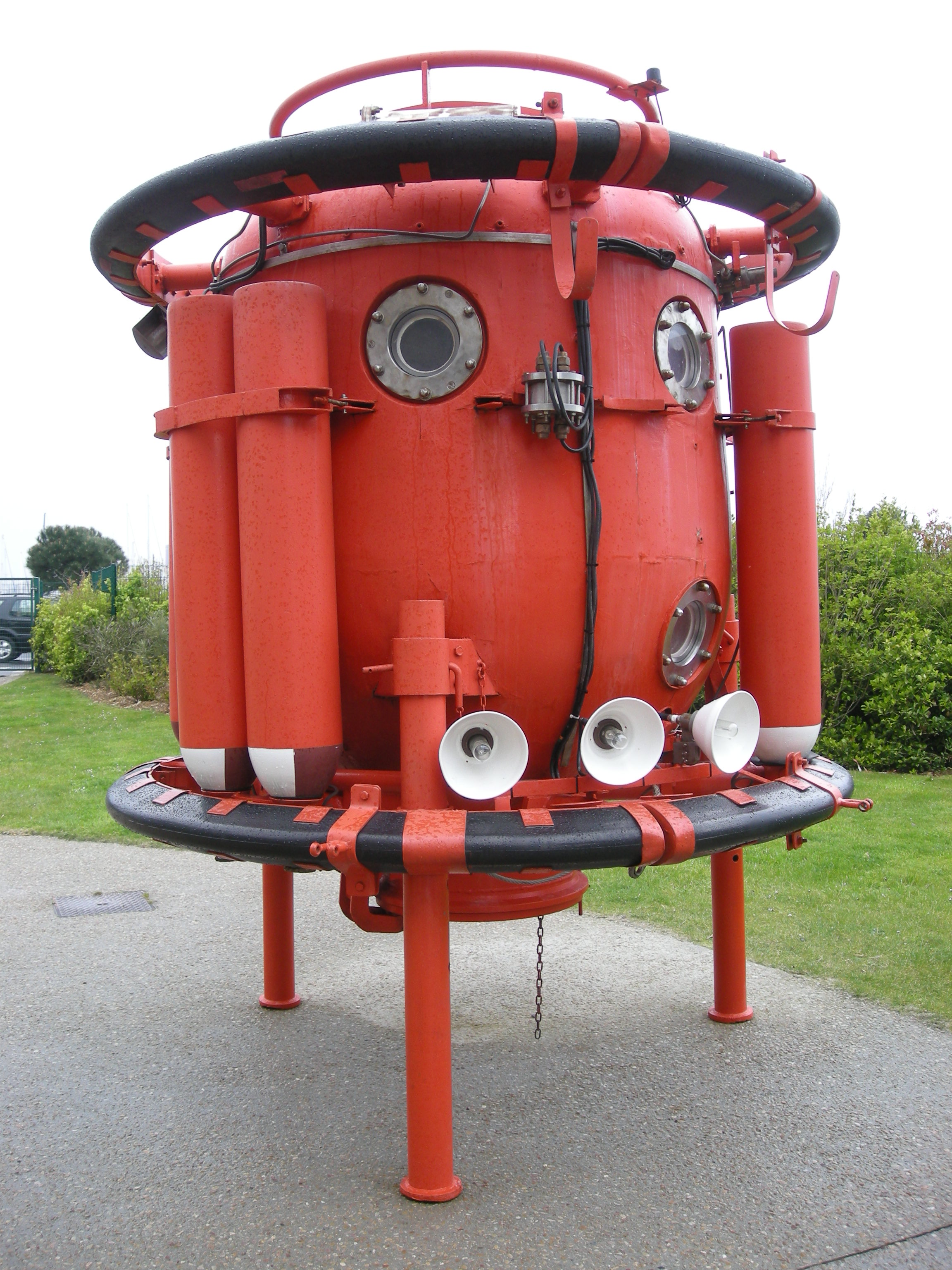
Tourelle de plongée pour travaux industriels sous-marins.

Comex (souvent appelée « La Comex ») est une société spécialisée dans l'ingénierie et le monde sous-marin. « Comex » est l'abréviation de « Compagnie Maritime d'Expertises ».

## Histoire
L'entreprise est fondée à Marseille en 1962 par Henri Germain Delauze. Elle devient la première société mondiale d'ingénierie, de technologie et d'interventions humaines ou robotisées sous-marines. Dès 1964, Comex lance la construction de son premier Centre d'Essais Hyperbare et en 1968, elle met en place sur son site à Marseille, situé sur les bas de Riaux à l'Estaque, un ensemble hyperbare 300 mètres et un grand ensemble modulaire de saturation pour des études physiologiques. Ce dernier est adapté à la plongée en saturation sous hydrogène jusqu'à 800 mètres. En cinquante ans, Comex conduit plus de 5 300 opérations avec plus de mille plongeurs, dont près de 2 700 plongées expérimentales humaines et plus de 400 plongées animales. Elle tient les plongées record en mer à −534 mètres de profondeur (Hydra 8, 1988) et en caisson à −701 mètres (Hydra 10, 1992).
Le Groupe Comex réalise à son apogée en 1981 un chiffre d'affaires annuel de 322 millions d'euros, notamment au travers de sa filiale Comex Services, qui comptait elle-même de nombreuses filiales dans le monde. La Comex jouit dans les années 1970 et 1980 d'une très grande notoriété, à tel point que Léonid Brejnev demande à visiter l'entreprise.
En 2006, le groupe réalise cinquante millions d'euros de chiffre d'affaires. Puis, Comex s'est recentré sur son métier d'origine, et son chiffre d'affaires s'établit en 2014 à quatre millions d'euros.

## Filiales
En 1985, dans le cadre d'une politique de diversification, Comex fonde à Marseille, aux côtés de Technicatome, la société Cybernetix, devenue leader mondial de la robotique des systèmes complexes et des milieux hostiles. Elle en reste l'actionnaire majoritaire jusqu'en 2006. La société est cotée au second marché en 1997 et cédée à Technip en 2011.
Longtemps leader mondial dans le domaine pétrolier offshore, Comex a cédé, courant 1992, sa filiale pétrolière, Comex Services, au Groupe Stolt Tankers & Terminals, qui est aujourd'hui intégrée dans Subsea Seven.
La filiale Comex Nucléaire spécialisée dans les services pour le secteur nucléaire est cédée au Groupe Onet en 1999.
En juillet 2020, le Département des Opérations Marines (DOM), appelé Comex Marine et regroupant les moyens maritimes côtiers et hauturiers (navires Janus2, Minibex et Survex), les ROV (SuperAchille et Apache) et un important parc d'instrumentation océanographique (USBL, sonars, magnétomètre, blaster, pompe archéo, caméras acoustiques, largeurs acoustiques, pingers, etc.), est cédé à la société SerEnMar - Ship As A Service(r), qui crée ainsi une filiale spécialisée : SAAS Offshore SAS. SAAS élargit ainsi son offre de services maritimes et d'assistance technique pour la Croissance Bleue, dans la continuité de ce qui a fait le succès de Comex : une culture opérationnelle forte et une expertise reconnue, orientées résultat. L'ensemble du personnel de Comex Marine rejoint le groupe SAAS.

## Activités actuelles
Comex est connue dans le monde entier pour ses techniques liées aux explorations sous-marines en grande profondeur. Cinquante années d'utilisation sur les chantiers sous-marins et hyperbares du monde entier ont assuré la pérennité de l'entreprise. La société offre aujourd'hui son expertise dans la conception d'équipements et de méthodes spécifiques pour l'intervention dans des milieux extrêmes.
Comex propose des activités de services telles que : 
- ingénierie hyperbare et conception de machines spéciales ;
- tests hyperbares et hypobares dans le Centre d'essais hyperbares (CEH) ;
- opération marines avec les moyens des navires de recherche océanographique (Minibex et Janus) ;
- essais en flottabilité neutre dans des bassins d'essais.

## Services sur et sous la mer
Comex dispose d’une flotte de navires à positionnement dynamique pour la recherche océanographique, les travaux sous-marins, la recherche scientifique (cartographie, archéologie sous-marine) et le support à la R&D.
Ces moyens sont exploités depuis juillet 2020 par le groupe Ship As A Service(r), qui a fait l'acquisition de Comex Marine.

### Minibex
Le Minibex est un navire de recherche hauturier facilement transportable par cargo pour les transits transocéaniques, assurant l’exploration et les travaux sous-marins sur tout le plateau continental. Il est en permanence équipé d'un ROV SuperAchille, d'un système de positionnement sous-marin, d'une rampe de gonflage de blocs de plongée, d'un caisson hyperbare.

### Janus2
Dernier-né de la flotte Comex, ce catamaran hauturier en aluminium offre une large plate-forme de travail. Sa grande autonomie de vingt jours et ses coûts opérationnels faibles permettent des opérations hauturières complexes. Il est en permanence équipé d'un ROV SuperAchille, d'un système de positionnement sous-marin, d'une rampe de gonflage de blocs de plongée, d'un caisson hyperbare. Il sert de support au déploiement du ROV Apache.

### Remora 2000
Le Remora 2000 est un sous-marin d’observation biplace capable de plonger jusqu’à 610 mètres (« 2000 » dans son appellation correspond à 2 000 pieds). Conçu par la Comex, il dispose d’un grand hublot hémisphérique qui permet une vue panoramique. Ses déplacements sont assurés grâce à cinq moteurs hydrauliques. Le Remora 2000 n'est plus en exploitation.

### Super Achille
Super Achille est un véhicule sous-marin téléguidé (ROV) léger, capable de plonger jusqu'à 1 000 mètres de profondeur. Il est télécommandé par un câble depuis le navire de surface. Il est équipé de caméras haute définition, d'éclairages, de trois bras manipulateurs, de sondes de contrôle de protection cathodique, d'un sonar panoramique et d'un appareil photo numérique. Cet engin téléopéré peut être mis en œuvre depuis les navires à positionnement dynamique Minibex ou Janus.

### Apache
Capable de plonger jusqu'à 2 500 mètres de profondeur, l'Apache est un véhicule sous-marin téléguidé (ROV) équipé de deux caméras, d’un bras hydraulique et d’un sonar panoramique lui permettant d’effectuer des tâches aussi variées que l’observation des fonds marins, les prélèvements scientifiques, la recherche et la récupération d’éléments perdus en mer, ainsi que l’inspection de structures.

## Ingénierie hyperbare
Le Département ingénierie en milieux extrêmes conçoit de nouvelles technologies dans les systèmes hyperbares, fabrique et met en service des chambres d’oxygénothérapie hyperbare en milieu hospitalier ainsi que tous les systèmes industriels où la pression engendre des contraintes auxquelles seuls des spécialistes peuvent faire face.
Il assure également la maintenance et les opérations du Centre d’Essais Hyperbares (CEH) et de son complexe de simulation de plongée dimensionné pour 800 mètres (où s’est déroulé le record du monde de plongée humaine à −701 mètres). Les moyens de tests en pression d’équipement sont dimensionnés pour des profondeurs allant jusqu’à 4 000 mètres (401 bar).

## Activités aérospatiales

### Bed-Rest
Entre 1987 et 1992, Comex développe des programmes de recherche dans le domaine spatial pour le compte du Centre national d'études spatiales (CNES) et de l’Agence spatiale européenne (ESA). C'est d’abord la participation des plongeurs Comex aux premières expérimentations de « Bed Rest » à Toulouse pour lesquelles les sujets doivent rester allongés durant un mois. À la fin de cet alitement, les sujets sont redressés à la verticale lors du « tilt test », simulant le retour sur terre des spationautes à la gravité 1 g.

### Études de confinement et isolation
En 1989, lors de la plongée expérimentale Hydra 9 au CEH, un programme de recherche européen (Hydremsi) est mené sur la vie en confinement et isolation en longue durée. La vie des plongeurs dans des caissons en saturation est un moyen pour l’ESA de simuler les conditions que rencontrent les spationautes lors des vols habités. Les installations de la Comex (bassins d’essais et le CEH) figurent parmi les « Ground Support Facilities » de l’ESA.

### Simulation EVA
Un grand nombre d’EVA (Extravehicular activity : sortie extravéhiculaire) sont simulées dans des bassins d’essais Comex. Un scaphandre immergeable (« Gandolfi ») est spécialement conçu pour ces simulations dans le cadre des programmes Aragaz (Soyouz TM-7 mission sur la station Mir), Hermès (navette spatiale) et du laboratoire européen Columbus. Le scaphandre permet de reproduire les contraintes propres aux sorties extravéhiculaires, tant sur le plan ergonomique que comportemental. Son utilisation par les spationautes français (Jean-Loup Chrétien, Jean-Pierre Haigneré, Michel Tognini et Jean-François Clervoy) et européens concourt à la mise au point et la validation des procédures d’EVA. Le scaphandre est modifié en 2012 pour simuler des EVA sur la surface lunaire (1/6e de gravité) pour une préparation de ce type d’essais sur des sites analogues sous-marines en rade de Marseille.

## Club des Anciens de Comex
Le Club des Anciens de Comex regroupe deux cents membres et a pour but de maintenir le lien de fraternité entre tous les anciens collaborateurs de la Comex.

## Collaboration avec Rolex
Ce partenariat débute dans les années 70 sous André Heiniger, CEO de Rolex, afin d’équiper les plongeurs COMEX de montres spécialement adaptées aux plongées en saturation grâce à la valve à hélium brevetée en 1967. Produites sur des références Submariner et Sea-Dweller, ces montres portent des marquages distinctifs (fonds gravés, cadrans siglés COMEX). Très recherchées aujourd'hui, elles allient innovation technique et rareté, incarnant l’esprit d’exploration extrême comparable à la NASA pour la mer. Le partenariat formel a pris fin en 2008, mais la société COMEX collabore toujours avec Rolex pour tester ses modèles de plongée ultra-profondes. Contrairement à une idée répandue, le numéro gravé au dos des montres Rolex COMEX n’est pas un « numéro de plongeur », mais un simple numéro d’identification de la montre, apposé par Rolex elle-même.

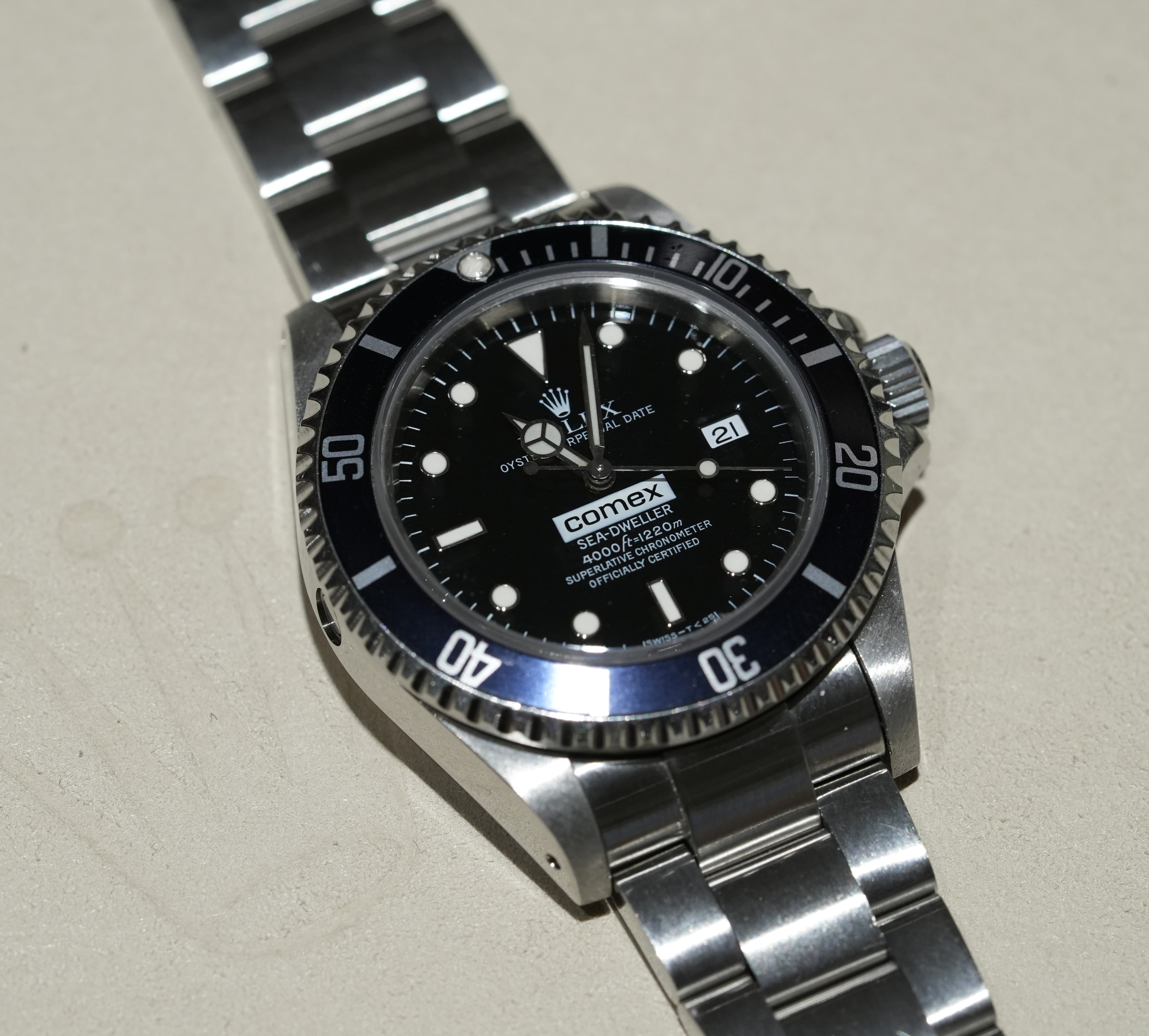
Montre Rolex Comex Sea Dweller issue du musée privé Rolex.